# Famille de Cazeneuve (Dauphiné)
Pour les articles homonymes, voir Cazeneuve.
La famille de Cazeneuve, anciennement Casanova, est une ancienne famille bourgeoise, anoblie sous l'Empire, originaire de Gap, en Dauphiné, éteinte au XIXe siècle, ,.

## Personnalités
- Ignace de Cazeneuve, évêque de Gap,
- Etienne-Grégoire de Cazeneuve, lieutenant-colonel en 1821, chevalier de Saint-Louis, chevalier de l'Empire par lettres patentes du 9 septembre 1810,
- Jules de Cazeneuve, président du tribunal civil de Gap,
- Camille de Cazeneuve, juge de Gap.

## Titres
Les Cazeneuve portent les titres suivants : 
- Chevalier de l'Empire,
- Seigneurs de Rambaud (haute, moyenne et basse justice)[5].

## Armes
| Image | Armoiries |
| ----- | --- |
|       | de Cazeneuve Parti : au 1 d'azur à une maison adextrée d'une tourelle d'or, ouverte, ajourée et maçonnée de sable, au comble d'or chargé de trois étoiles en fasce d'azur ; au 2 d'argent à un chevron de gueules accompagné de trois trèfles de sinople, à la champagne de gueules brochant et chargée du signe des chevaliers légionnaires Différences entre dessin et blasonnement. - Devise : semper nova, semper integra. |

## Alliances
Les principales alliances de la famille sont :
- Dauphiné : Farel, de Bernard, de Flotte du Vilars.
- Autre : Dode de La Brunerie, Gillet de Chalonge, Picquery de Waronval, de Galbert, de Montvallon.